# 24:レガシー
『24:レガシー』（トゥエンティフォー レガシー、24: Legacy）は、アメリカのFOXで放送されたアクションもののテレビドラマ（海外ドラマ）。全12話。ソフト販売や配信サイトでのタイトルは『24 -TWENTY FOUR- レガシー』。

## 概要
『24 -TWENTY FOUR-』のスピンオフ作品で、続編はなく1シーズンの放送。冒頭で「この物語はリアルタイムに進行する」と説明があるものの、「リブ・アナザー・デイ」と同じく、12エピソードで24時間を語るスタイル（午後0時から午後0時）となっている。
主人公は、元軍人のエリック・カーター（コーリー・ホーキンズ）。主人公が白人から黒人となったこと、主人公カーターの妻が有能な女性であること、CTU局長が女性であることなど、リベラルな側面を持ち合わせていると評された。
『24 -TWENTY FOUR-』の主人公ジャック・バウアーは登場しないが、脱獄したトニー・アルメイダが登場しており、元恋人のレベッカの要請によりCTUの捜査を手伝っている。その他、シーズン4〜5に登場していたテロリストのCTU襲撃により殉職した元CTU分析官の「エドガー・スタイルズ」が名前だけ登場しており、新人分析官のマリアナ・スタイルズの従兄弟とされている。
放映後しばらくの間、放送局の米FOXは「シーズン2への継続」について明言を避けていたが、期待されていた程の視聴率・反響がなく、BD/DVDのセールスなどが得られなかったため、2017年6月に「1シーズン限りで終了する」ことを正式発表した。

## あらすじ
CTU組織のトップであるCTU連邦本部の局長レベッカ・イングラムが、上院議員の夫・ジョン・ドノヴァンの大統領選出馬をサポートするため、CTUを引退することになった当日……。物語はリアルタイムに進行する。
第1話
本作の主人公で、陸軍特殊部隊『レンジャー』の元兵士の黒人男性エリック・カーターの下に、戦場でのPTSDに苦しんでいる元戦友のベン・グライムズから「テロリストに命を狙われている」と電話が入る。その直後、テロリスト達に自宅を襲撃されるが、妻のニコールの機転により撃退することに成功する。
妻の安全を確保するためレベッカに連絡したエリックは、「CTU内に内通者がいる可能性がある」と言われたことから、疎遠になっていた実兄でドラッグディーラーの元締め・アイザックに妻を預ける決断をする。しかしエリックには、かつてアイザックの恋人であったニコールを奪ってグループから決別し、兄や仲間たちを裏切った過去があった。
テロリスト達が狙っている『手提げ金庫の中身』について調査するべく、ベンと接触を図ったエリックは、それが『テロリストの潜伏工作員リスト』であると知る。しかし精神状態が不安定なベンは、そのリストの入ったUSBメモリを奪って逃走。政府に200万ドルを要求し、それに応じなければテロリストに売却しようと目論む。
第2話
200万ドルを賄うため、エリックは「犯罪組織から警察が押収した現金400万ドル」を強奪しようと、警察官を拉致する。テロ事件を説明して警察官の協力を得るが、警察署からの脱出時に警察に拘束されてしまう。事情を知ったCTUによってエリックは解放され、ベンとの受け渡し作戦に加わることになる。

## 登場人物

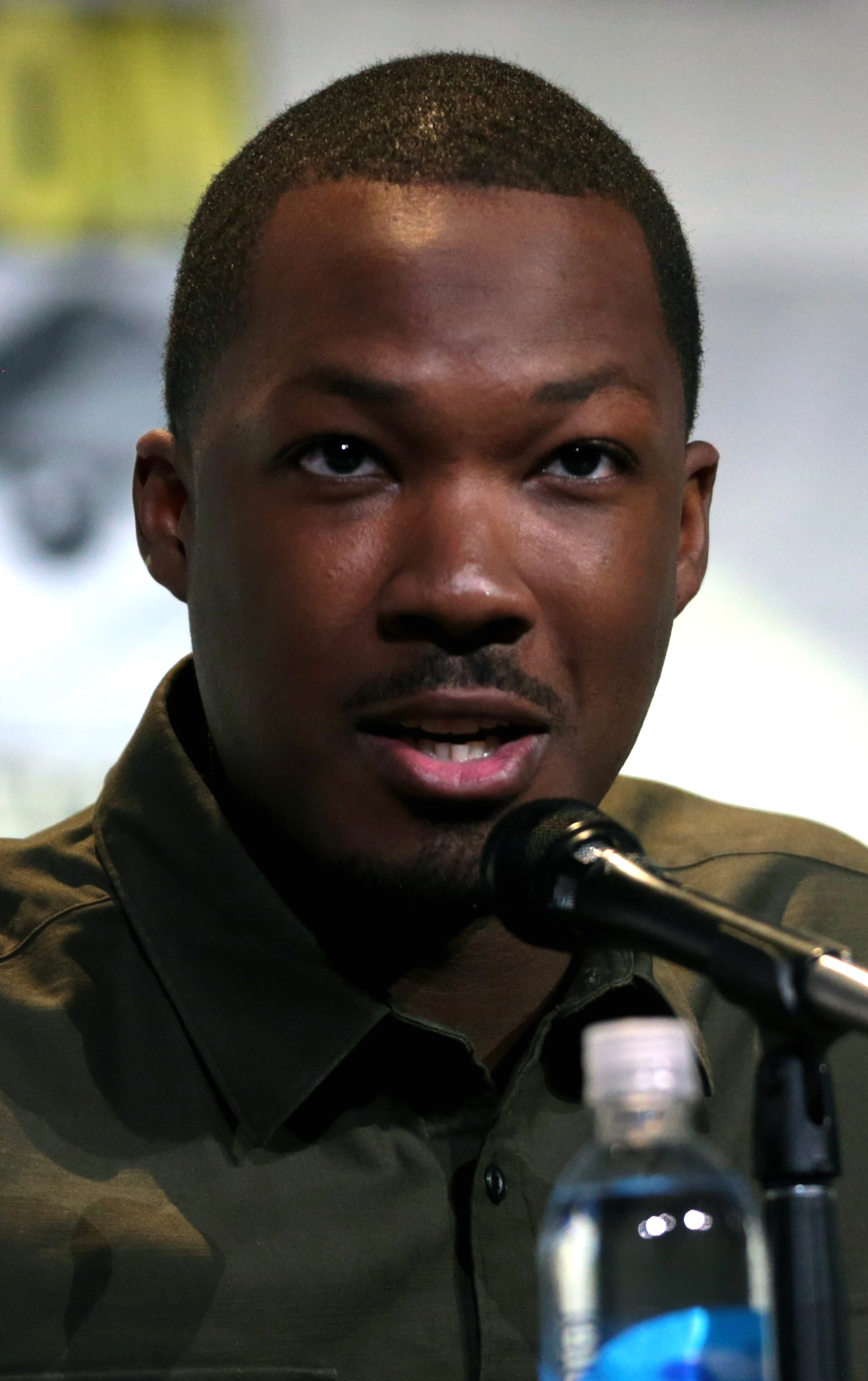
主人公エリック・カーターを演じた、コーリー・ホーキンズ。

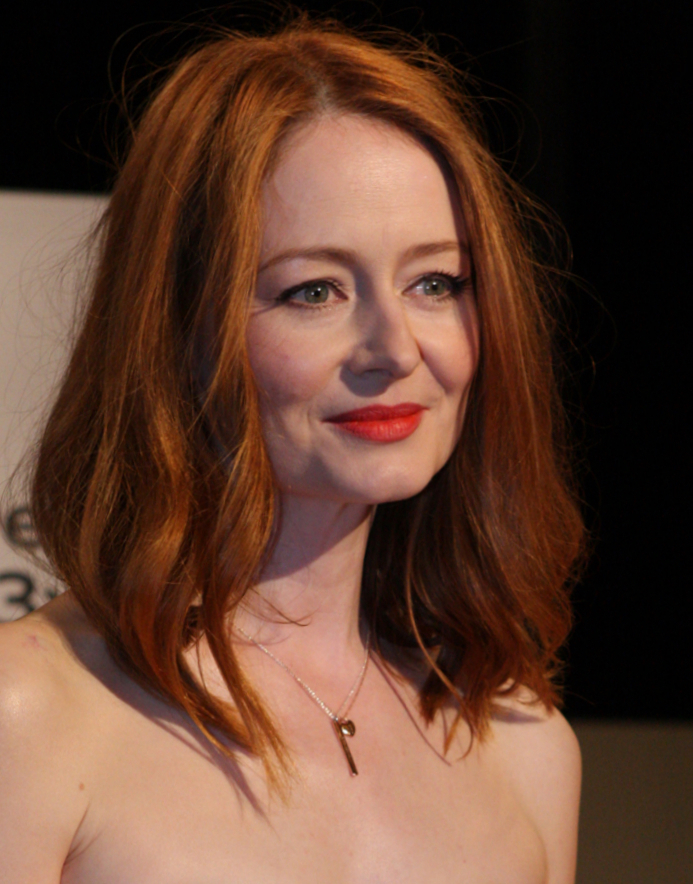
CTUの元局長レベッカ・イングラムを演じた、ミランダ・オットー。

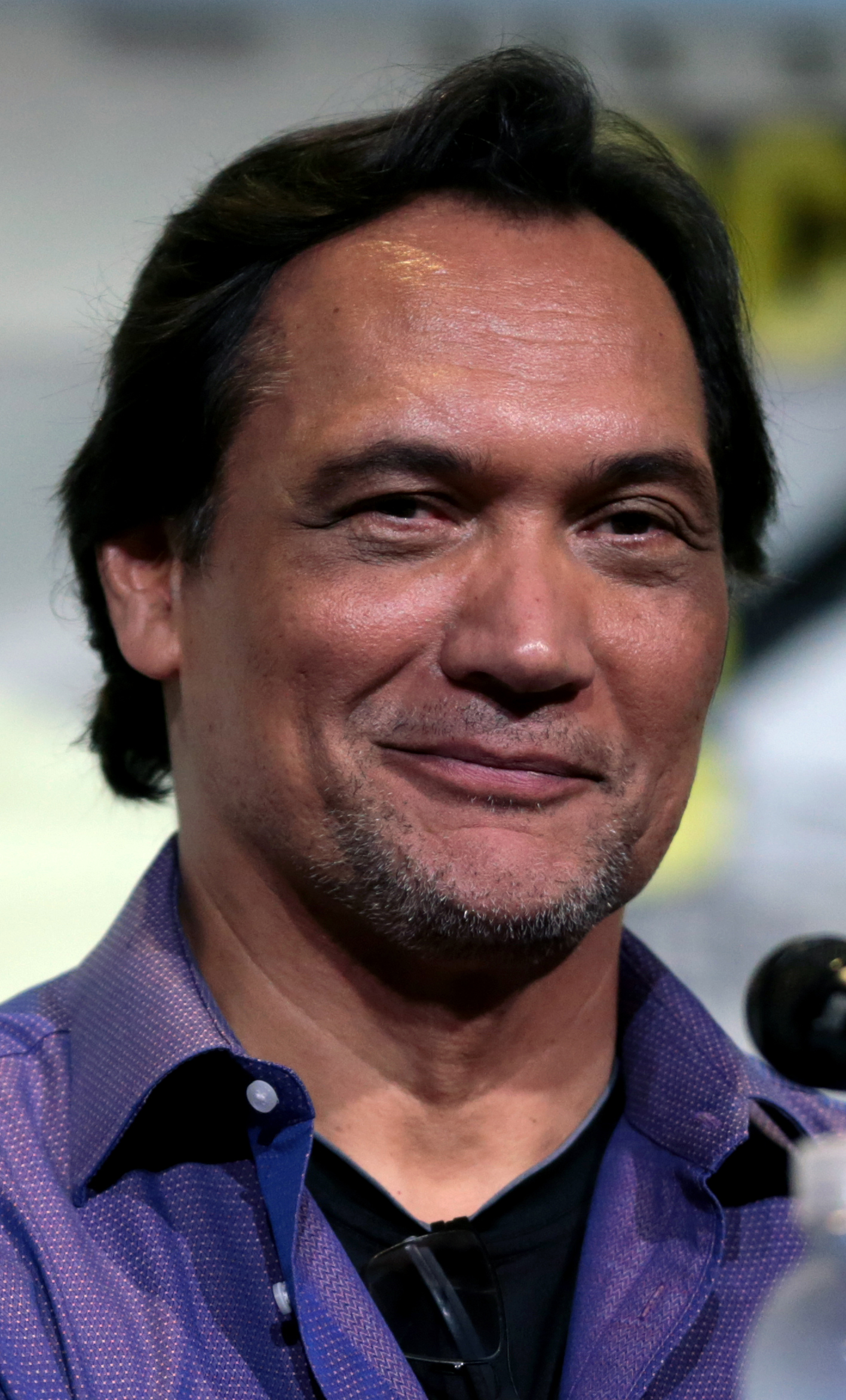
レベッカの夫で、上院議員のジョン・ドノバンを演じた、ジミー・スミッツ。

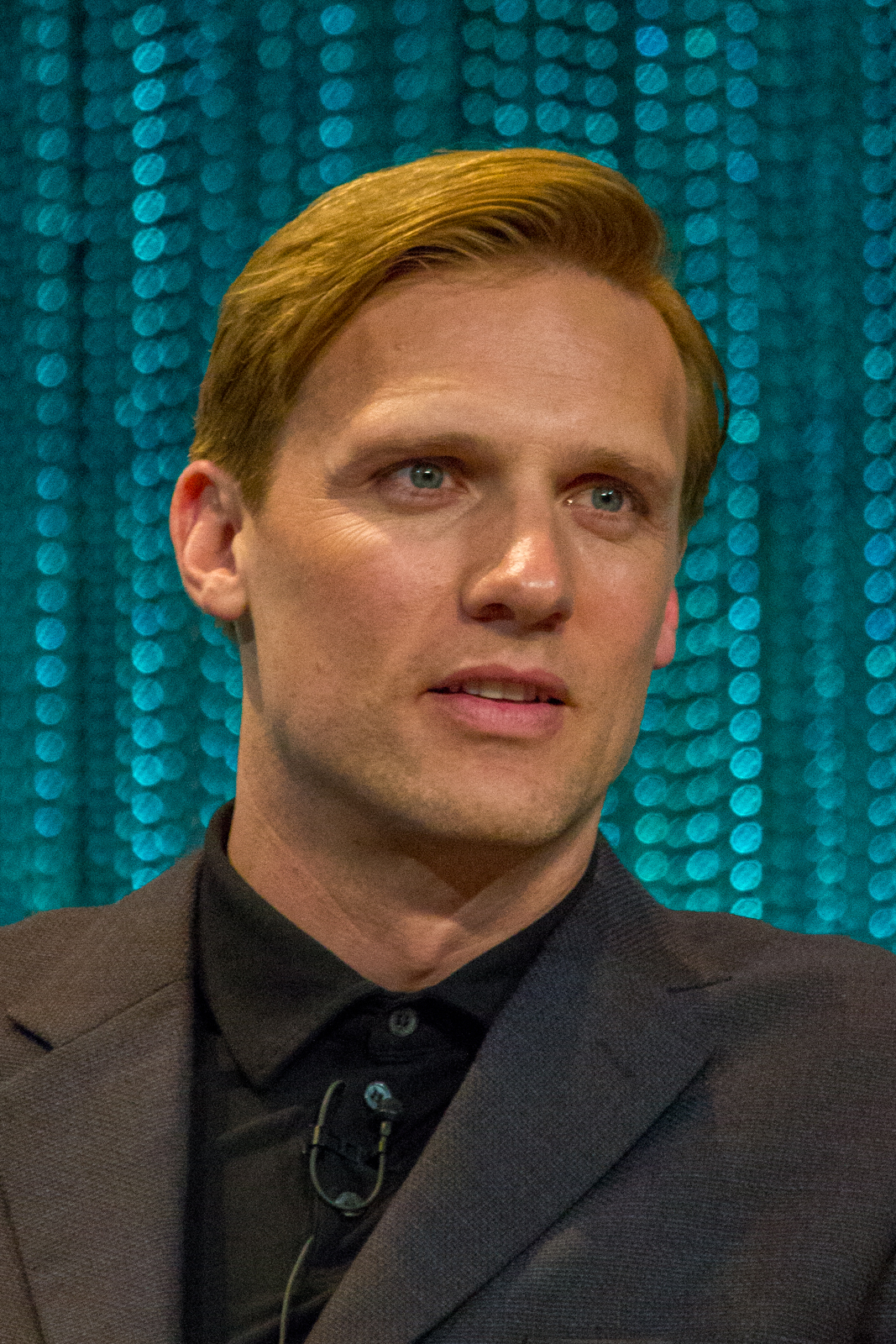
CTUの現局長キース・マリンズを演じた、テディ・シアーズ。

### カーター家
エリック・カーター（Eric Carter）
演 - コーリー・ホーキンズ、日本語吹替 - 鈴木達央
陸軍特殊部隊・通称「レンジャー」の元兵士。過去のミッションで被害を受けたテロリストからの報復を防ぐため、レンジャーの同僚たちと共に証人保護プログラムを受けて、妻と共に身を隠していた。
過去に、実兄でドラッグディーラーの元締め・アイザックの恋人であったニコールを奪って、兄や仲間たちを裏切って無断でグループから抜けている。そのため、兄とは険悪な仲となり疎遠になっていた。
レベッカ・イングラムから「CTUの現場部門の捜査官」にならないか誘いを受けていたが、危険な職務であったため妻のニコールには話せずにいた。しかし、テロ事件で捜査にのめり込むエリックを見たニコールから、「自らが危険の中に置かれることを望んでいる」と指摘され、CTUで現場捜査官として働くことを決める。
ニコール・カーター（Nicole Carter）
演 - アナ・ジョップ、日本語吹替 - 甲斐田裕子
エリックの妻。看護師。アイザックの元恋人。
アイザック・カーター（Isaac Carter）
演 - アシュリー・トーマス、日本語吹替 - 加瀬康之
エリックの兄でニコールの元恋人。ドラックディーラーのボス。

### ドノヴァン家
レベッカ・イングラム（Rebecca Ingram）
演 - ミランダ・オットー、日本語吹替 - 山像かおり
CTUの元局長。夫の大統領選出馬をサポートするためにCTUを引退した。
ジョン・ドノヴァン（John Donovan）
演 - ジミー・スミッツ、日本語吹替 - 土師孝也
レベッカの夫。上院議員で、次期大統領選に出馬する。
ヘンリー・ドノヴァン（Henry Donovan）
演 - ジェラルド・マクレイニー、日本語吹替 -
ジョンの父。石油で富を築き、強い影響力も持つ。
ルイス（Luis）
演 - ダニエル・ザカパ、日本語吹替 -
ジョンの叔父でヘンリーの義弟。

### CTU連邦本部
キース・マリンズ（Keith Mullins）
演 - テディ・シアーズ、日本語吹替 - 松田健一郎
現局長。レベッカの後任。
アンディ・シャロウィッツ（Andy Shalowitz）
演 - ダン・ブカティンスキー、日本語吹替 - 木内秀信
分析官。スタンフォード大学出身。
マリアナ・スタイルズ（Mariana Stiles）
演 - コーラル・ペーニャ（Coral Pena）、日本語吹替 - 合田絵利
新人分析官。ブルックリン短期大学出身。いとこは元CTU分析官のエドガー・スタイルズ。
トーマス・ロック（Thomas Locke）
演 - ベイリー・チェイス、日本語吹替 - 加瀬康之
現場の指揮官。通称「トム」。
テオ・スターリング（Theo Sterling）
演 - マイケル・アーロン・ミリガン（Michael Aaron Milligan）、日本語吹替 -
プログラマー。
スティーブン・グラント（Stephen Grant）
演 - デイビッド・マルドナド（David Maldonado）、日本語吹替 -
警備主任。妻がおり、ジェニファーとは愛人関係。
フォックス
演 - ブランドン・ラッシュ（Brandon Rush）、日本語吹替 -
レベッカに付き添っている捜査官。

### ジョンの選挙スタッフ
ニラー・ミズラニ（Nilaa Mizrani）
演 - シェイラ・ヴァンド、日本語吹替 - 清水はる香
選対本部長。若い頃、モスクに通っていた。
ライアン（Ryan）
演 - ビンス・フォスター（Vince Foster）、日本語吹替 -
スタッフの一人。

### アメリカ合衆国
ドナルド・シムズ（Donald Simms）
演 - ジェームス・モージズ・ブラック（James Moses Black）、日本語吹替 -
国家情報長官。
ダニエル・パン（Daniel Pang）
演 - C・S・リー、日本語吹替 -
国防総省のスタッフ。

### アイザックの仲間
アイシャ（Aisha）
演 - ティファニー・ハインズ、日本語吹替 - 相川奈都姫
アイザックの恋人。最近アイザックと揉めている。
ジェローム（Jerome）
演 - ハッジ・ゴライトリー（Hajji Golightly）、日本語吹替 -
アイシャの誘いに乗り、アイザックを裏切る。
ケビン（Kevin）
演 - ティアン・リチャーズ（Tian Richards）、日本語吹替 -
ジェロームの弟。
アンドレ（Andre）
演 - サム・マローン（Sam Malone）、日本語吹替 -
ニコールに、仲間を大切にしなくなったアイザックと話をしてくれと頼む。
オマール
演 - ジョック・マクキシック（Jock McKissic）、日本語吹替 -
エリックの助けに向かうアイザックからニコールの護衛を頼まれる。

### DC警察本部とSWAT
ポール・ヴァーノン（Paul Vernon）
演 - ビリー・ケリー（Bill Kelly）、日本語吹替 -
パトカーに乗って巡回している警察官。
ベイツ（Bates）
演 - ジェシー・マリノフスキ（Jesse Malinowski）、日本語吹替 -
ポールと共に巡回している警察官。
ダニエルズ
演 - テリー・デイル・パークス（Terry Dale Parks）、日本語吹替 -
警部補。
ジョージ・マークス（George Marx）
演 - ブライアン・ブライトマン（Brian Brightman）、日本語吹替 -
SWATの指揮官。DC警察本部で人質をとって立てこもっているエリックと交渉する。

### テロリスト
アミラ・ドゥダエフ（Amira Dudayev）
演 - キャスリン・プレスコット、日本語吹替 - ふじたまみ
パーシング高校の生徒。2年前にチェチェン共和国から入国した。
デイビッド・ハリス（David Harris）
演 - ケビン・クリスティー（Kevin Christy）、日本語吹替 - 大隈健太
パーシング高校の化学教師。
ハッサン・ドゥダエフ（Khasan Dubayev）
演 - ゼモ・メリキッゼ（Themo Melikidze）、日本語吹替 -
アミラの兄。2年前にチェチェン共和国から入国した。
ジャダラ・ビンハリード
演 - ラファエル・アクローク（Raphael Acloque）、日本語吹替 -
テロの首謀者。偽名は「アシック・ラザ」。オックスフォード大学出身。
クスマ（Kusuma）
演 - ライス・ナクリ、日本語吹替 -
ジャダラと意見が合わない。
ラシッド・アルサビ
演 - ディラン・ラムゼイ、日本語吹替 -
マリクの弟。エリックを追っているテロリストの一人。エリックの自宅で射殺される。
マリク・アルサビ
演 - サード・シッディーキー (Saad Siddiqui)、日本語吹替 - 高瀬右光
ベンを追っているテロリストの一人。エリックに鉄筋を腹に刺され死亡。
ハミド（Hamid）
演 - ズィーコ・ザキ（Zeeko Zaki）、日本語吹替 -
コンピュータ担当。
アシム・ナセリ（Asim Naseri）
演 - オデッド・フェール、日本語吹替 -
ジャダラには「ハメッド」と名乗っている。イブラヒムの腹心。
イブラヒム・ビンハリード
演 - イーライ・ダンカー、日本語吹替 -
ジャダラの父。エリックら陸軍特殊部隊にイエメンで殺害されたはずだったが、生きていた。

### トニーの組織
トニー・アルメイダ（Tony Almeida）
演 - カルロス・バーナード、日本語吹替 - 土田大
レベッカに、ヘンリーから情報を聞き出すよう依頼される。レベッカとは、ミシェルが殺された後に一時期付き合っていたことがあり、その縁もあってCTUの裏仕事を手伝っている。
シドラ（Sidra）
演 - モラン・アティアス、日本語吹替 -
トニーの相棒の女性。トニーに気があり、レベッカからの仕事を良く思っていない。

### アミラの関係者
ミカイル・ドゥダエフ（Mikail Dudayev）
演 - アイボ・ナンディ（Ivo Nandi）、日本語吹替 -
アミラとハッサンの父。糖尿病を患っている。
ドリュー・フェルプス（Drew Phelps）
演 - ゼイン・エモリー（Zayne Emory）、日本語吹替 - 鈴木晴久
パーシング高校の生徒。アミラの元恋人。アミラに病院で点滴に空気を入れられ殺害される。
エイリーン・フェルプス（Eileen Phelps）
演 - ジョイ・ヤコブソン（Joy Jacobson）、日本語吹替 -
ドリューの母。
グレイス・ウー（Grace Wu）
演 - ジェシー・ゴエイ（Jessi Goei）、日本語吹替 -
パーシング高校の生徒。デイビッドを訪ねて化学教室にやってきた。
エドワーズ（Edwards）
演 - カルヴィン・ブラウン（Calvin Brown）、日本語吹替 -
ドリューが運ばれた病院の医師。

### その他
ベン・グライムズ（Ben Grimes）
演 - チャーリー・ホフハイマー、日本語吹替 - 蜂須賀智隆
エリックの仲間の陸軍特殊部隊の元兵士。PTSDに苦しんでいる。エリックに助けを求めたが、『テロリストの潜伏工作員リスト』を入手したことから、それを利用して国かテロリストから金をせしめようと計画する。
エイミー・グライムズ（Amy Grimes）
演 - エインズレー・ブッビコ（Aynsley Bubbico）、日本語吹替 -
ベンの妹。ベンを探しているマリクに自宅で射殺される。
ジュリアン・ロヨ（Julian Royo）
演 - ジミー・ゴンザレス（Jimmy Gonzales）、日本語吹替 -
アイザックの取引相手。ドミニカ人。
ガブリエル（Gabriel）
演 - アンドリュー・ハワード、日本語吹替 -
密輸団を率いている武器商人。
ジェンキンズ
演 - ジェームス・デュモン（James DuMont）、日本語吹替 -
ジョージ・ワシントン橋の管理官。
ジェニファー・マーシャル
演 - ジェニファー・ルタラン（Jennifer Lutheran）、日本語吹替 -
CTUのスティーブンの愛人。
アラ・ナセリ（Ara Naseri）
演 - シアンナ・ペレイラ（Seanna Pereira）、日本語吹替 -
アシムの娘。

## スタッフ
- 製作総指揮 - キーファー・サザーランド[17]、ブライアン・グレイザー
- 原案・脚本・製作総指揮 - ハワード・ゴードン、エヴァン・カッツ、マニー・コト、ロバート・コクラン
- 監督・製作総指揮 - ジョン・カサー、スティーヴン・ホプキンス

## 評価
| No. | タイトル               | 放送日        | レイティング/シェア (18–49) | 視聴者数 (百万人) | DVR (18-49) | DVR視聴者数 (百万人) | 合計 (18-49) | 合計視聴者数 (百万人) |
| --- | ---------------------- | ------------- | --------------------------- | ----------------- | ----------- | -------------------- | ------------ | --------------------- |
| 1   | "12:00 Noon – 1:00 PM" | 2017年2月5日  | 6.1/22                      | 17.58             | 1.0         | 3.37                 | 7.1          | 20.95                 |
| 2   | "1:00 PM – 2:00 PM"    | 2017年2月6日  | 1.5/5                       | 6.22              | 0.8         | 2.80                 | 2.3          | 9.03                  |
| 3   | "2:00 PM – 3:00 PM"    | 2017年2月13日 | 1.2/4                       | 5.14              | 0.8         | N/A                  | 2.0          | N/A                   |
| 4   | "3:00 PM – 4:00 PM"    | 2017年2月20日 | 1.0/4                       | 4.42              | 0.7         | 2.17                 | 1.7          | 6.59                  |
| 5   | "4:00 PM – 5:00 PM"    | 2017年2月27日 | 1.0/4                       | 3.98              | N/A         | N/A                  | N/A          | N/A                   |
| 6   | "5:00 PM – 6:00 PM"    | 2017年3月6日  | 0.9/3                       | 3.80              | 0.7         | 2.09                 | 1.6          | 5.79                  |
| 7   | "6:00 PM – 7:00 PM"    | 2017年3月13日 | 1.0/4                       | 3.90              | 0.6         | 2.08                 | 1.6          | 5.98                  |
| 8   | "7:00 PM – 8:00 PM"    | 2017年3月20日 | 0.8/3                       | 3.30              | 0.6         | 2.01                 | 1.4          | 5.31                  |
| 9   | "8:00 PM – 9:00 PM"    | 2017年3月27日 | 0.9/3                       | 3.23              | N/A         | 1.95                 | N/A          | 5.18                  |
| 10  | "9:00 PM – 10:00 PM"   | 2017年4月3日  | 0.8/3                       | 3.20              | 0.5         | 1.83                 | 1.3          | 5.03                  |
| 11  | "10:00 PM – 11:00 PM"  | 2017年4月10日 | 0.8/3                       | 3.30              | 0.5         | 1.75                 | 1.3          | 5.05                  |
| 12  | "11:00 PM – 12:00 AM"  | 2017年4月17日 | 0.8/3                       | 3.42              | 0.5         | 1.71                 | 1.3          | 5.13                  |